# Trận đèo Kasserine
Trận Kasserine là một chuỗi trận đánh trong Chiến dịch Tunisia thời Chiến tranh thế giới thứ hai, diễn ra từ ngày 19 cho đến ngày 22 tháng 2 năm 1943 quanh đèo Kasserine – một khe hở rộng 3,2 km trong dãy Tây Dorsal thuộc miền núi Atlas ở tây trung bộ Tunisia. Lực lượng tham chiến bên khối Trục dưới sự thống lĩnh của Thống chế Erwin Rommel - Cáo Sa mạc bao gồm các đội quân Đức-Ý thuộc Tập đoàn Thiết giáp châu Phi và Tập đoàn Thiết giáp số 5; còn bên phe Đồng Minh là một lực lượng Mỹ-Anh-Pháp Tự do (với thành phần chủ yếu là Quân đoàn II Mỹ) thuộc Tập đoàn quân số 1 Anh do Trung tướng Kenneth Anderson chỉ huy. Đây được coi là là cuộc đọ sức quy mô lớn đầu tiên giữa quân đội Hoa Kỳ với Đức và là một trong những thất bại tồi tệ nhất của Hoa Kỳ trong thế kỷ 20.
Sau khi Tập đoàn Thiết giáp số 5 Đức-Ý do Đại tướng Hans-Jürgen von Arnim chỉ huy phá được một bộ phận Quân đoàn II Hoa Kỳ dưới quyền Thiếu tướng Lloyd Fredendall trong trận Sidi Bou Zid (14 – 17 tháng 2 năm 1943), Tư lệnh Tập đoàn Thiết giáp châu Phi Rommel dự định khai thác cuộc hoảng loạn của đối phương bằng một cú thọc vào trung tâm tiếp tế của Đồng Minh tại Tebessa. Tuy rằng Thống chế Albert Kesselring – Tổng tư lệnh Chiến trường phía Nam của phe Trục – tán đồng với kế hoạch của Rommel, Bộ Tư lệnh Tối cao Ý tại Roma lại hạ lệnh cho Rommel thúc quân băng qua hai đèo Kasserine và Sbiba trong dãy núi Tây Dorsal rồi đánh lên Le Kef sau lưng Tập đoàn quân số 1 Anh trên mạn bắc. Kesselring cũng đem 2 sư đoàn thiết giáp thuộc biên chế Tập đoàn quân số 5 chi viện cho Rommel để đảm bảo thắng lợi của cuộc tiến công sắp tới. Mặc dù những bất đồng giữa các tướng chỉ huy phe Trục đã câu giờ cho quân Đồng Minh củng cố phòng tuyến của mình trên dãy Tây Dorsal, họ vẫn bị choáng ngợp khi quân đội phe Trục nổ súng tấn công Kasserine và Sbiba ngày 19 tháng 2. Song sự chống cự mạnh mẽ của quân Đồng Minh đã khiến cho các binh đoàn Đức chỉ thu được kết quả hạn chế trong ngày hôm đó.
Được sự phối hợp nhuần nhuyễn của pháo binh và không quân, bộ binh cùng thiết giáp Đức-Ý do Trung đoàn Bộ binh Cơ giới châu Phi dẫn đầu xông lên nghiền nát các đơn vị quân Mỹ, Pháp và Anh cố thủ Kasserine trong ngày hôm sau. Cuối chiều ngày 20, toàn bộ đèo này đã nằm gọn trong quyền kiểm soát của Rommel. Từ đây, ông tung thêm một mũi tiến công sang Tebessa ở phía tây và một mũi khác lên Thala trên mạn bắc. Cả hai mũi tấn công này đều đã bị chùn lại vào thời điểm đêm ngày 21. Mặc dù bị hao hụt tinh thần sau thất bại ban đầu của mình, Đồng minh Anh-Mỹ đã trấn tĩnh được lực lượng và cố sức chặn đánh các đợt công kích của quân Đức. Do thấy quân mình bị kéo căng và thiếu hụt tiếp tế, Rommel đành tiến hành triệt binh về hậu cứ vào ngày 22 tháng 2 năm 1943. Kết thúc trận đánh, Rommel đã đạt được một thắng lợi chiến lược rõ rệt và gây tổn thất ghê gớm cho liên quân Anh-Mỹ-Pháp, nhưng sự đề kháng của phe Đồng Minh cùng với các vấn đề tiếp tế hậu cần đã ngăn cản ông phát triển thành công về chiến thuật của mình thành một thắng lợi chiến lược. Các cơ sở tiếp tế của Đồng Minh vẫn còn nguyên vẹn trong khi Tập đoàn quân số 1 Anh không hề bị cô lập và cục diện mặt trận Bắc Phi đã xoay chuyển theo hướng hoàn toàn có lợi của Đồng Minh.

## Bối cảnh
Tham vọng của nước Ý phát xít nhằm mở rộng hệ thống thuộc địa của mình ở châu Phi đã châm ngòi cho chiến sự bùng nổ trên mặt trận Bắc Phi năm 1940 khi quân Ý xâm lược Ai Cập thuộc Anh. Quân Ý ban đầu đạt được thắng lợi hạn chế, nhưng chẳng bấy lâu sau thì thế chủ động rơi vào tay quân Anh. Để lật lại thế cờ cho đồng minh Ý của mình, Quốc trưởng Đức Adolf Hitler đã cử Đại tướng Erwin Rommel kéo Binh đoàn châu Phi (Afrika Korps) vào Bắc Phi tiếp chiến. Về danh nghĩa thì Rommel phải chịu sự điều khiển của Bộ Tổng tư lệnh Tối cao Ý tại Roma, nhưng trên thực tế ông luôn tự do hành động. Sau khi đặt chân lên Tripoli thuộc địa phận Libya vào tháng 2 năm 1941, Rommel dẫn dắt Binh đoàn châu Phi đảo ngược thế trận bằng hàng loạt chiến thắng ngoạn mục trước quân đội Liên hiệp Anh. Lực lượng Đức-Ý dưới quyền Rommel được phát triển thành Tập đoàn Thiết giáp châu Phi (Panzerarmee Afrika) vào ngày 30 tháng 1 năm 1942. Nhưng những khó khăn về tiếp tế cùng với sự sa sút sức khỏe của ông và chủ trương xoáng trọng tâm vào chiến trường Đông Âu của Bộ Tư lệnh Tối cao Lục quân Đức đã khiến cho Thống chế Rommel không duy trì thành quả của mình được lâu: sau khi bị Tập đoàn quân số 8 Anh do Đại tướng Bernard Montgomery chỉ huy đánh bại trong trận El Alamein lần thứ hai trên đất Ai Cập năm 1942, ông đành rút quân về phía tây qua Lybia vào miền nam Tunisia.
Thất bại tại El Alamein cùng với cuộc đổ bộ thành công của liên quân Anh-Mỹ dưới quyền Đại tướng Dwight D. Eisenhower lên Maroc và Algérie đã đẩy quân Rommel vào thế bị kẹp giữa hai khối quân Đồng Minh. Lo ngại sự thất bại của khối Trục tại Bắc Phi sẽ dọn đường cho quân Đồng Minh xâm chiếm Ý và các lãnh thổ của Đức tại Nam Âu, Hitler điều một lực lượng lớn từ Pháp và Sicilia xuống Tunisia. Thống chế Albert Kesselring – Tư lệnh Chiến trường Phía Nam của Đức từ cuối năm 1941 – được giao quyền chỉ huy toàn bộ lực lượng quân Trục tại châu Phi. Vào thời điểm cuối năm 1942, Tập đoàn Thiết giáp số 5 tân lập của Đức-Ý do Đại tướng Hans-Jürgen von Arnim chỉ huy đã ngăn chặn được ý đồ của quân Đồng Minh hòng tiến ra eo biển trung bộ Tunisia và cô lập Rommel khỏi Tập đoàn Thiết giáp số 5. Bằng việc quét sạch quân Anh khỏi Tébourba trên mạn bắc rồi tấn công dồn dập vào đội quân Anh-Mỹ-Pháp trấn giữ đồi Djebel el Ahmera cho đến khi đoạt được đồi này trong Giáng sinh 1942, Arnim và người tiền nhiệm là Thượng tướng Thiết giáp Walther Nehring cũng đã tăng cường chiều sâu của đầu cầu quân Trục tại Tunisia đồng thời khóa chặt các nẻo đường đến thủ đô Tunis xứ này. Phía Đồng Minh sau đó phải tạm ngưng các hoạt động quân sự trên bộ của mình do những cơn mưa mùa đông đã biến địa hình Bắc Phi thành một mớ bãi bùn lầy lội.

### Các cuộc tấn công của Arnim
Nehring và sau đó là Arnim buộc phải dùng Sư đoàn Superga yếu kém của Ý để che chắn sườn phía nam của quân mình vào cuối tháng 12 năm 1942. Trong một cuộc tấn công đầu năm 1943, 3 sư đoàn Pháp Tự do do Đại tướng Alphonse Juin chỉ huy đã phối hợp với Sư đoàn Thiết giáp 6 Tập đoàn quân số 1 Anh đánh bại Sư đoàn Superlag và chiếm giữ dãy núi Tây Dorsal cùng phần lớn dãy Đông Dorsal trong miền núi Atlas. Để chỉnh đốn tình hình, Arnim huy động một chiến đoàn gồm các thành phần thuộc 2 sư đoàn Bộ binh 334 và Thiết giáp 10 cùng 17 xe tăng Tiger của Tiểu đoàn Thiết giáp Hạng nặng 501 ồ ạt phản công vào ngày 18 tháng 1. Mặc dù quân Anh giữ được phần lớn trận địa của mình, quân Pháp đã bị đập tan với thương vong rất nặng nề. Lính Đức đã dọn sạch quân Pháp ra khỏi đèo Fondouk, tóm giữ được 4.000 tù binh đồng thời bắn cháy hoặc tịch thu 24 xe tăng, 55 đại bác, 27 pháo chống tăng cùng 228 xe quân sự. Trong những ngày tới, quân Đức cùng sư đoàn Ý nói trên tiếp tục đánh tan các đơn vị Pháp, Mỹ và chỉ dừng quân vào đêm ngày 23–24 tháng 1 do thiếu hụt tiếp tế. Đến ngày 30 tháng 1, Arnim lại xua hai chiến đoàn thuộc Sư đoàn Thiết giáp số 21 (Đại tá Hans-Georg Hildebrandt chỉ huy) bất ngờ tấn công đèo Faid và bao vây diệt gọn đồn binh Pháp trên đèo. Thêm 1.047 quân nhân, 25 xe bọc thép và 15 pháo chống tăng của Pháp rơi vào danh sách tù binh và chiến lợi phẩm của Đức.
Đáp lời cầu viện của Juin, Thiếu tướng Tư lệnh Quân đoàn II Hoa Kỳ Lloyd Fredendall sai Chuẩn tướng Raymond Quillin đem Liên đoàn Thiết giáp A, Sư đoàn Thiết giáp số 1 phản công nhưng bị pháo binh chống tăng của Hilderbrandt phối hợp với các chiến đấu cơ Stuka của Không quân Đức đè bẹp. Vài ngày sau, Arnim lại mở một trận đột kích vào Lữ đoàn Constantine (Pháp) dưới quyền tướng Joseph Welvert và một số thành phần thuộc Quân đoàn II Hoa Kỳ. Quân Đức lại thắng lớn, Lữ đoàn Constantine bị hủy diệt và hơn 1.000 lính Pháp bị bắt sống trong khi Trung đoàn Bộ binh 168 Sư đoàn Bộ binh 34 Hoa Kỳ tổn hao gần 1.100 quân. Đến đây, Arnim đã chiếm hầu hết dãy Đông Dorsal và mở rộng đáng kể đầu cầu Tunisia vừa đúng lúc Rommel mang quân chủ lực của mình vào xứ này Tập đoàn Thiết giáp châu Phi và lập thế trận phòng ngự trên phòng tuyến Mareth dọc theo biên giới Libya và Tunisia.
Những chiến thắng giòn dã của Tập đoàn Thiết giáp số 5 trước liên quân Pháp-Mỹ đã cổ vũ các chỉ huy quân Đức mở một chiến dịch tấn công mới trên đất Tunisia. Rommel hy vọng tập trung hai tập đoàn quân Trục đánh dứt điểm các đội quân Mỹ-Anh-Pháp thuộc Tập đoàn quân số 1 Anh dưới quyền Đại tướng Kenneth Anderson ở mạn tây trước khi quay sang phía đông để giải quyết Tập đoàn quân số 8 Anh. Thủ trưởng của ông là Kesselring cũng có suy nghĩ chiến lược tương tự và lên kế hoạch tận diệt quân đội Mỹ tại Bắc Phi. Cụ thể, Kesselring định điều động Tập đoàn Thiết giáp châu Phi tiến đánh quân Mỹ tại thị trấn ốc đảo Gafsa trong khi Tập đoàn Thiết giáp số 5 công kích thị trấn Sbeitla trên mạn bắc. Sau khi vượt xong các ngọn đèo ở hướng đông, quân thiết giáp Đức sẽ quành lên phía bắc và thẳng tiến ra cảng Borne trên biển Địa Trung Hải. Nếu thành công, chiến dịch này có lẽ sẽ đặt dấu chấm hết cho sự tồn tại của Tập đoàn quân số 1 Anh, hoặc ít ra thì cũng đem lại cho người Đức một thắng lợi cần thiết giúp họ rửa nhục sau thảm họa Stalingrad. Nhưng khác với Rommel và Kesselring, Arnim chỉ đề xuất khai thác chiến thắng Faid và chiếm gọn dãy Dorsal bằng một cuộc tấn công quy mô nhỏ vào Sidi Bou Zid. 

### Trận Sidi Bou Zid
Để giải quyết bất đồng giữa hai thuộc cấp vốn chẳng ưa nhau, Kesselring kết hợp các thành phần trong kế hoạch của cả Rommel lẫn Arnim để quyết định tiến hành hai cuộc hành quân riêng biệt gồm Chiến dịch Gió xuân (Fruehlingswind) – trong đó Tập đoàn Thiết giáp số 5 sẽ tiến chiếm Sidi Bou Zid trên hướng bắc, và Chiến dịch Gió sáng (Morganluft) – trong đó Tập đoàn Thiết giáp châu Phi tiến đánh dọc theo tuyến Gafsa-Feriana-Kasserine. Sau đó, Kesselring nhanh chóng đề ra một kế hoạch cụ thể quy định Tập đoàn Thiết giáp số 5 đánh thọc qua đèo Faid lên Sidi Bou Zid để chiếm gọn dãy Đông Dorsal. Trong đợt tấn công ban đầu, các Sư đoàn Thiết giáp số 10 và 21 sẽ được đặt dưới quyền thống lĩnh của Thượng tướng Pháo binh Heinz Ziegler. Một khi quân Đồng minh bị dọn sạch khỏi khu vực quanh Faid, hai sư đoàn này cùng Tiểu đoàn Thiết giáp Hạng nặng 501 sẽ được chuyển sang biên chế của Tập đoàn Thiết giáp châu Phi. Tiếp theo đó, kế hoạch yêu cầu Arnim từ Pirchon tràn quân từ Pichon lên phía bắc trong khi Rommel đánh thốc vào Gafsa-Tozeur, tiêu diệt Quân đoàn II Hoa Kỳ rồi mở rộng tấn công ra Tebessa. Do mưa lớn kéo dài nên thống chế Kesselring cho Arnim hoãn tiến công đến ngày 14 tháng 2 còn Rommel sẽ xuất quân vào ngày 15. Tổng cộng, lực lượng tấn công của khối Trục lên đến 100.000 quân – với 74.000 lính Đức và 26.000 lính Ý – cùng chưa đầy 300 xe tăng, trong khi riêng Sư Thiết giáp 1 Hoa Kỳ đã có tới 300 thiết giáp.

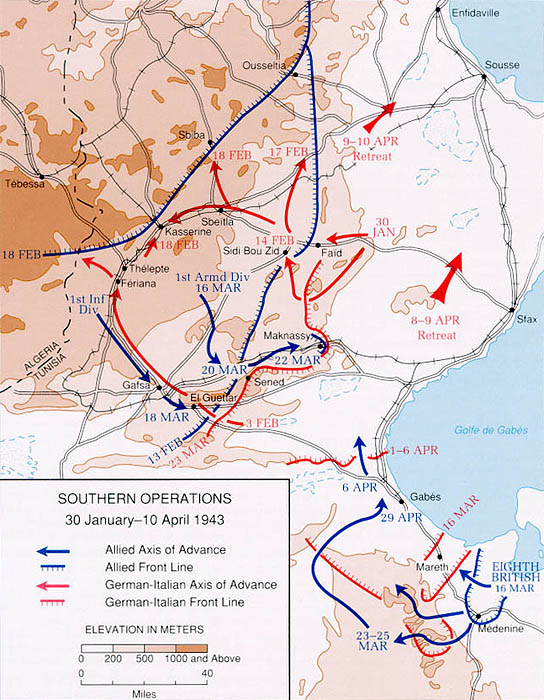
Chiến trường Tunisia, 30 tháng 1 – 10 tháng 4 năm 1943

Được sự yểm hộ chặt chẽ của các chiến đấu cơ Stuka và Messerschmitt , các chiến xa Tiger của Tiểu đoàn Thiết giáp Hạng nặng 501 dẫn đường cho 2 chiến đoàn thuộc Sư đoàn Thiết giáp 10 vượt đèo Faid tấn công Sư đoàn Thiết giáp 1 và Trung đoàn 168 Hoa Kỳ vào buổi sáng ngày 14 tháng 2, mở màn trận Sidi Bou Zid. Quân Mỹ bị đánh thảm bại và Đại tá Thomas Drake – Trung đoàn trưởng Trung đoàn 168 cùng phần lớn ban tham mưu của ông bị bắt sống. Hôm sau, Thiếu tướng Tư lệnh Sư đoàn Thiết giáp 1 Orlando Ward tung quân dự bị phản công nhưng bị các Sư đoàn Thiết giáp 10 và 21 của Đức bẻ gãy với thương vong ghê gớm. Cũng trong ngày 15, Đại tá Otto Menton chỉ huy Cụm Đặc nhiệm 288 Sư đoàn Khinh chiến 90 dẫn đầu đoàn quân của Rommel tiến chiếm làng Gafsa nhưng phát hiện ra rằng quân Mỹ đã rút hết khỏi nơi này. Tin rằng Arnim sẽ tăng viện Sư Thiết giáp số 21 cho mình, Rommel lên kế hoạch đánh tới ngôi làng kế tiếp là Ferriana, nơi con đường chia ngả và đem lại cho ông hai phương án khả thi: hoặc là thọc lên phía bắc đánh Tebessa thuộc xứ Algérie, hoặc là thọc qua Theplete đánh Kasserine trên mạn đông bắc. Ông sai Menton dẫn một lực lượng trinh sát được trang bị mạnh vào Ferriana để tìm sự lựa chọn tốt nhất cho kế hoạch mới của ông. 
Cuộc bại trận tại Sidi Bou Zid đã buộc Anderson phải phát lệnh rút toàn bộ Quân đoàn II Hoa Kỳ từ dãy Đông Dorsal về trấn giữ khu vực phía tây. Bên kia chiến tuyến, Arnim quyết định duy trì chiến dịch tấn công của mình và huy động Sư Thiết giáp 21 tiếp tục tiến công Sbeitba trong khi Sư Thiết giáp 10 đánh về Fondouk. Ông viện cớ Rommel đã chiếm được mục tiêu của mình (Gafsa) và Sư Thiết giáp 21 còn bận chiến đấu quanh Sidi Bou Zid để từ chối tiếp viện. Mặc dù quân thiết giáp Đức giành được thắng lợi, sự truy kích chậm chạp của Ziegler đã tạo điều kiện cho quân Đồng Minh di tản an toàn khỏi dãy Đông Dorsal trong đêm ngày 17–18.
Sau khi rút chủ lực Sư đoàn Thiết giáp 1 Mỹ về Tebessa, Fredendall chia một bộ phận quân Mỹ-Pháp đi đóng giữ đèo Kasserine trong dãy Tây Dorsal. Lực lượng này bao gồm Trung đoàn Công binh số 19 của đại tá Anderson Moore, Tiểu đoàn I Trung đoàn Bộ binh số 26 Sư đoàn Bộ binh số 1 "Anh cả Đỏ", 2 khẩu đội bích kích pháo 105 ly thuộc Tiểu đoàn Pháo dã chiến 33 Mỹ, 1 khẩu đội pháo 75 ly do ngựa kéo có niên đại từ Chiến tranh thế giới thứ nhất của Pháp và Tiểu đoàn Pháo tự hành chống tăng 894 Mỹ. Đại tá Alexander N. Stark, Trung đoàn trưởng Trung đoàn Bộ binh 26, được Fredendall cử làm chỉ huy trưởng đội quân này. Trong khi đó, tại Sbiba, bộ chỉ huy Tập đoàn quân số 1 bố trí Lữ đoàn Vệ binh số 1 Anh, Trung đoàn 18 Mỹ, 3 tiểu đoàn thuộc Sư đoàn 34 Mỹ, Tiểu đoàn 2 Trung đoàn Hampshire, 3 tiểu đoàn pháo dã chiến Mỹ, các thành phần thuộc 2 trung đoàn pháo chống tăng Anh, một vài binh đội Pháp và Trung đoàn Thương kỵ 16/5 Lữ đoàn Thiết giáp 26 Anh vừa được trang bị xe tăng M4 Sherman. Thị trấn Thala, cách đèo Kasserine 24 km về mạn bắc, được trấn thủ bởi 2 trung đoàn thiết kỵ thuộc Lữ đoàn Thiết giáp 26 của Chuẩn tướng Charles A. L. Dunphie, Tiểu đoàn 10 Lữ đoàn Súng trường, Tiểu đoàn 2/5 Trung đoàn Leicestershire,3 khẩu đội pháo dã chiến, 1 khẩu đội pháo phòng tăng và 1 khẩu đội pháo cối hạng nặng của Anh. Toàn bộ lực lượng Đồng Minh phía bắc và tây bắc Kasserine được đặt dưới sự thống lĩnh của Chuẩn tướng C. G. G. Nicholson, Sư đoàn phó Sư đoàn Thiết giáp 6 Anh. 

### Kế hoạch của khối Trục
Vào buổi sáng ngày 17 tháng 2, Rommel điều quân đánh chiếm làng Feriana và Thelepte – nơi đặt căn cứ không quân chính của Đồng Minh trong khu vực phía nam của Tập đoàn quân số 1. Các đơn vị lính Mỹ cản đường quân ông đều bị đè bẹp. Sau đó, Rommel đánh điện gợi ý Arnim hiệp lực cùng ông đánh Tebessa, nhưng Arnim hồi đáp rằng do dãy núi Đông Dorsal rất khó giữ nên quân ông chỉ được bám trụ trên dãy chứ không được tiến đâu xa hơn. Câu trả lời này làm Rommel phẫn nộ vì ông cảm thấy Arnim đang để yên cho đội quân non kinh nghiệm của Mỹ chạy thoát. Lúc 14h30 ngày 18 tháng 2, Rommel đánh điện thỉnh cầu Kesselring giao ông chỉ huy các Sư đoàn Thiết giáp 10 và 21 đồng thời cho hai sư này di chuyển đến khu vực Theplete để Rommel thực hiện kế hoạch vượt đèo Kasserine và tiến công quân Mỹ tại Tebessa cách Theplete 72,4 km trên hướng tây bắc. Bằng cách đó, Rommel sẽ thu được một lượng hàng tiếp tế lớn của Mỹ ở phía tây dãy Atlas, xóa sổ nguy cơ quân Đồng Minh tấn công hành lang eo biển nối liền Mareth với Tunis và đồng thời uy hiếp mạn sườn phía nam của Tập đoàn quân số 1 Anh. Cá nhân Kesselring rất tán đồng với kế hoạch này và ông đệ trình nó lên Bộ Tư lệnh Tối cao Ý tại Roma để xin sự chấp thuận tối hậu của các thủ trưởng Ý.
Chỉ vài tiếng đồng hồ sau, Kesselring chính thức cử Rommel làm tư lệnh tất cả mọi lực lượng cơ động của phe Trục ở châu Phi, kể cả các Sư đoàn Thiết giáp số 10 và 21. Mừng rỡ, Rommel lập tức phát lệnh tổng tấn công Kasserine trong buổi sáng ngày 19 tháng 2. Nhưng vị thống chế không thể phấn khởi được lâu: trong một chỉ thị vào sáng hôm sau, Bộ Tư lệnh Tối cao Ý đồng ý chuyển giao hai sư đoàn thiết giáp cho Rommel nhưng lại ra lệnh ông đem quân vượt các đèo Kasserine, Sbiba nhằm đánh thọc lên Thala và Le Kef (1 thị trấn tọa lạc sau lưng Quân đoàn XIX Pháp và cách Tebessa 161 km trên phía bắc), chiếm giữ toàn bộ dãy Tây Dorsal và uy hiếp sườn của Tập đoàn quân số 1 Anh. Đây chính là phương án tấn công mà các chỉ huy cấp cao của Anh-Mỹ dự đoán Rommel sẽ tiến hành. Trái lại, Rommel muốn đánh lên mạn tây bắc chứ không phải mạn bắc vì ông hiểu rằng một mũi thọc theo hướng Thala và Le Kef sẽ buộc ông phải chia nhỏ quân mình và dễ dàng bị hở sườn sau khi vượt xong các đèo. Mặc dù Rommel hiểu rằng kế hoạch đánh Tebessa của ông có ẩn chứa một số rủi ro, thành công của kế hoạch này sẽ mang lại cho quân Trục những hàng tiếp tế hết sức cần thiết, đồng thời thủ tiêu nguy cơ quân Đồng Minh mở rộng hoạt động quân sự vào miền trung Tunisia và có lẽ sẽ đem lại cho Không quân Đức một căn cứ tiền tiêu tại Youks-les-Bains về hướng tây Tébessa. Do đó, vị thống chế cay đắng chỉ trích đường lối của Bộ Tư lệnh quân Ý là thiển cận đến mức "đáng kinh ngạc và ghê sợ". Dù cho Rommel có tuân thủ thượng lệnh hay không, thì ông vẫn phải tấn công và chiếm đèo Kasserine, nơi người Mỹ đang tập trung và chỉnh đốn lực lượng của mình. 

## Trận đánh
Đèo Kasserine có hình dạng chữ X, chỉ rộng 732 m ở khu vực hẹp nhất của nó. Mặc dù địa hình con đèo không phải là bất khả xâm phạm, việc tấn kích Kasserine mang lại rủi ro cho quân Đức do nó dễ bị gài mìn và phạm vi tiến công có thể bị thu hẹp vào các con đường đèo. Bên phía Đồng Minh, Fredendall đã thỉnh cầu bộ chỉ huy cấp trên đem hết mìn sẵn có tại Bắc Phi chi viện cho chiến trường Tunisia và Eisenhower đã nhanh chóng đáp ứng đề nghị này. Chớp lấy cơ hội, đại tá Moore cùng 1.400 công binh thuộc quyền ông đã xây dựng một vành đai 3 vòng gồm các bãi mìn chống tăng và chống người. Đằng sau hệ thống mìn bẫy dày đặc ấy là trận địa phòng ngự chính của Lực lượng Stark (Stark Force - tên gọi các đơn vị Mỹ-Pháp dưới sự chỉ huy chung của đại tá Stark).

### Diễn biến ngày 19 tháng 2
Với hy vọng hàng ngũ quân Mỹ còn tơi tả sau các thất bại trước đó và dễ dàng bị đánh dứt điểm, Rommel xua Tiểu đoàn Trinh sát số 33 do Đại tá Hans von Luck chỉ huy, thuộc Chiến đoàn Binh đoàn Phi châu dưới quyền Thiếu tướng Karl Bülowius, xông vào tấn công đèo Kasserine lúc 6h30 sáng ngày 19 tháng 2. Do bộ chỉ huy Đồng Minh tưởng rằng Rommel sẽ đánh theo hướng bắc chứ không phải là hướng tây bắc, sự xung phong ào ạt của quân Đức ban đầu đã khiến cho phía Mỹ choáng ngợp. Tuy vậy, quân Mỹ đã kịp thời chỉnh đốn hàng phòng ngự của mình và các đơn vị bộ binh, thiết giáp cùng pháo tự hành chống tăng ở trung tâm con đèo tập trung hỏa lực cản phá đà tiến công của tiểu đoàn Luck. Bị hao tổn nặng nề, Tiểu đoàn Trinh sát số 33 đành phải thoái lui sang hướng tây nam đèo Kasserine, mang theo một số tù binh Mỹ thuộc Lực lượng Stark. Sau bước khởi đầu không mấy suôn sẻ này, Buelowius ra lệnh cho Đại tá Menton đem 40 xe vận tải chở lính Trung đoàn Bộ binh Cơ giới Phi châu vào cuộc và 2 tiểu đoàn của Menton ào ạt tấn công Tiểu đoàn I Trung đoàn Bộ binh 26 Mỹ vào lúc 9h30 sáng. Quân cơ giới Đức đánh cho quân Mỹ thiệt hại nặng nề và buộc nhiều đơn vị bộ binh Mỹ phải lùi bước, nhưng vẫn không thể mở được cửa đột phá qua tuyến phòng ngự quân Mỹ. Điều này buộc Buelowius phải thảy cả đơn vị tăng chủ lực của mình là Tiểu đoàn Thiết giáp Stotten vào trận trong buổi trưa ngày hôm ấy. Sau cả một ngày giao chiến, các mũi tấn công của Chiến đoàn Binh đoàn Phi châu chỉ thu được kết quả hạn chế và đèo Kasserine vẫn nằm dưới sự kiểm soát của quân Mỹ khi màn đêm buông xuống.
Trong khi đó, Sư đoàn Thiết giáp số 21 do Đại tá Hildebrandt chỉ huy cũng không đạt được kết quả tốt đẹp hơn khi tiến đánh quân Đồng Minh ở Sbiba. Rommel hết sức bất bình với Hildebrandt vì ông này phải mất 4 tiếng đồng hồ mới chiếm được 24 km đất trước khi vấp phải sự đề kháng quyết liệt của quân Đồng Minh và bị 1 bãi mìn buộc phải dừng bước. Rommel bèn phát lệnh cho Hildebrant tràn quân sang phía tây rồi đánh thọc lên phía bắc để tiêu diệt bộ binh Mỹ. Trong mưa to gió lớn, Hildebrandt đem 25 xe tăng Pz.Kpfw. IV và một số đơn vị bộ binh cơ giới tiêu diệt một toán quân được trang bị xe tăng Mk III của Trung đoàn Thương kỵ 16/5 Anh. Nhưng vào cuối buổi chiều hôm đó, quân ông lọt vào một ổ phục kích của Đồng Minh và chiến đoàn của ông bị Tiểu đoàn Pháo dã chiến 151 Mỹ bắn cho tan tác. Hildebrandt đành phải thu quân về hậu cứ, bỏ lại 13 xe tăng ở ngoài trận địa. Cùng ngày hôm đó, Sư đoàn Thiết giáp số 10 tổ chức tiến công phòng tuyến Anh-Mỹ nhưng chỉ đạt được những bước tiến chậm chạp do lực lượng tấn kích mỏng yếu. Trái với thượng lệnh của Kesselring, Arnim đã giữ lại phân nửa sư đoàn – với những chiếc tăng Tiger mà Rommel mong mỏi trông đợi – trong địa bàn hoạt động của mình. Đến đêm, Rommel phát lệnh cho lực lượng tấn công của Sư đoàn Thiết giáp số 11 chuyển trục hành quân sang Kasserine và theo chân chiến đoàn Bülowius đánh chiếm đèo vào hôm sau.
Đằng sau mặt trận Kasserine, bộ tổng tư lệnh Đồng Minh đã hợp nhất các Tập đoàn quân số 1 và 8 Anh thành Cụm Tập đoàn quân 18 vào ngày 19 tháng 2 năm 1943. Đại tướng Anh Harold Alexander được phân công làm tư lệnh cụm tập đoàn quân này. Kể từ đây, các lực lượng lục quân Đồng Minh tại Bắc Phi được hoạt động dưới sự điểu khiền của một bộ chỉ huy thống nhất. Vừa mới nhậm chức xong, Alexander liền phát lệnh cho quân sĩ phải tử thủ dãy Tây Dorsal bằng mọi giá Để tăng cường tăng cường lực lượng cho Stark, Lữ trưởng Lữ Thiết giáp 26 Anh Dunphie đã sai Trung tá A. C. Gore dẫn 1 khối xe tăng bộ binh Valentine (gồm 10 chiếc), 1 khẩu đội pháo dã chiến, một số khẩu pháo phòng tăng và 1 đại đội bộ binh đến chốt giữ điểm đầu phía bắc đèo Kasserine. Việc thực thi mệnh lệnh của Alexander là không hề dễ dàng: cuối buổi chiều hôm ấy, quân Đức tập trung súng cối phản lực 6 nòng Nebelwerfer bắn phá phòng tuyến Kasserine, làm tiêu hao nhiều sinh lực quân Mỹ. Đây là lần đầu tiên loại loại "vũ khí thần kỳ" (Wunderwaffe) này được sử dụng trên chiến trường Bắc Phi. Âm thanh đặc biệt chói tai của pháo cối Nebelwerfer đã khiến cho tinh thần lính Mỹ xuống dốc trầm trọng. Tình hình càng trở nên tồi tệ cho lực lượng phòng thủ đèo Kasserine vào nửa đêm, khi quân Đức tổ chức tập kích diệt gọn Đại đội A Tiểu đoàn I Mỹ và đánh tơi tả các đại đội bộ binh khác của Stark. 

### Diễn biến các ngày 20-21 tháng 2
Sáng hôm sau, Rommel quyết định ngưng đánh Sbiba và thọc mũi chủ công của mình vào đèo Kasserine, nhưng quân ông triển khai tấn công một cách lề mề. Rommel bèn đích thân ra trận và đề nghị tướng Friedrich von Broich - Sư đoàn trưởng Sư đoàn Thiết giáp 10 - giải thích về thái độ chần chừ của ông ta. Broich lý giải rằng ông ta đang chờ lực lượng bộ binh cơ giới đến yểm trợ cho cuộc tiến quân của Sư Thiết giáp 10. Rommel cả giận quát: "Hãy tự đi mà tìm tiểu đoàn bộ binh cơ giới về đây. Và anh phải dẫn tiểu đoàn ấy vào trận chiến luôn!" Nghe vậy, Broich liền đem xe tăng Panzerkampfwagen IV đánh thọc vào đèo Kasserine mà không cần đợi sự tiếp viện của bộ binh cơ giới, mặc dù Trung đoàn Bộ binh Cơ giới Phi châu (Đức) và Trung đoàn Bersaglieri số 5 (Ý) xuất hiện trên trận địa không lâu sau đó.

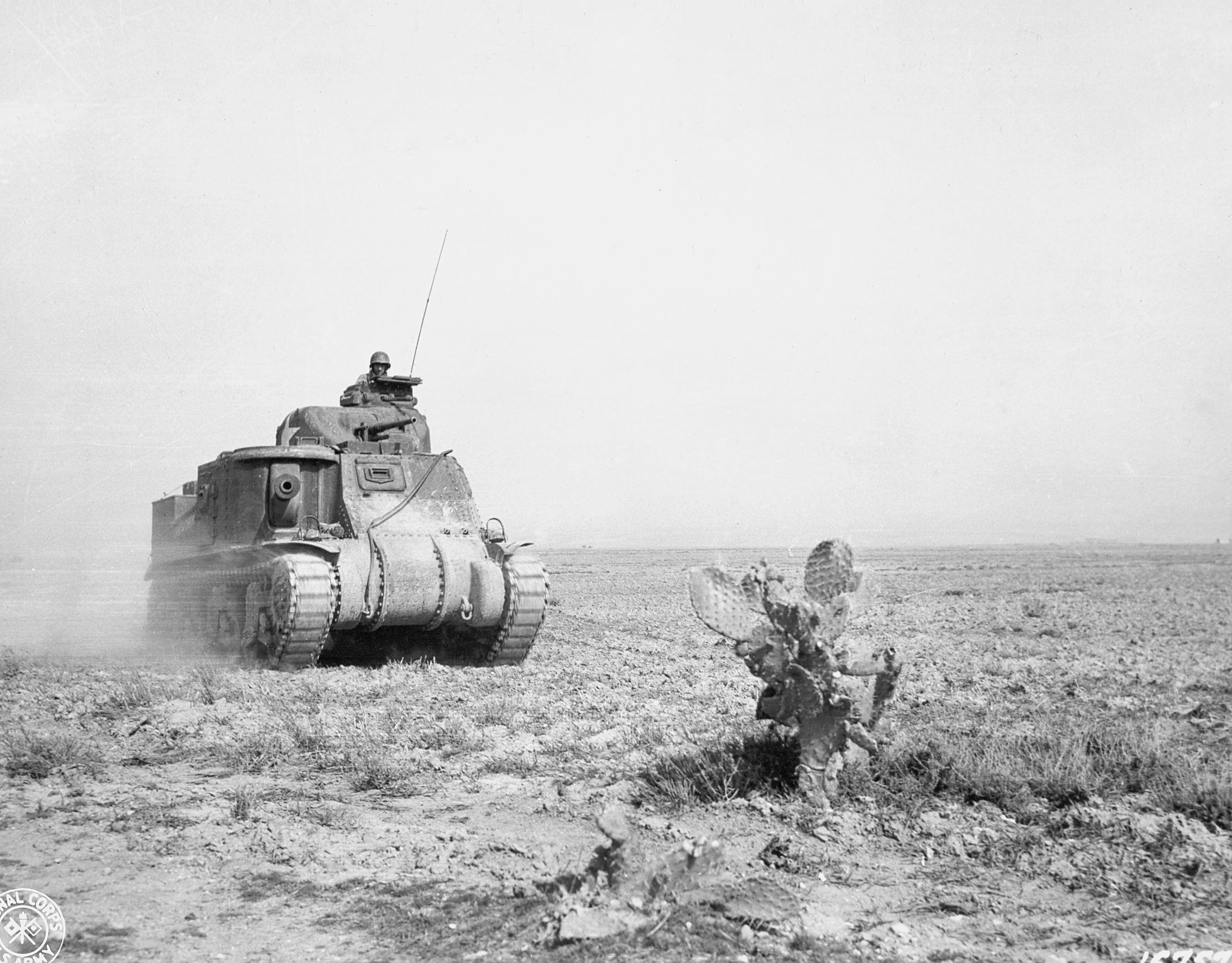
Một chiếc tăng M3 Grant của Sư đoàn Thiết giáp 1 Mỹ trên mặt trận Kasserine

Được sự yểm hộ đắc lực của pháo binh cùng không quân, bộ binh và thiết giáp phe Trục do Trung đoàn Bộ binh Cơ giới Phi châu dẫn đầu nhanh chóng xuyên thủng hàng phòng ngự của quân Mỹ. Sở chỉ huy của Đại tá Moore sớm bị tràn ngập và mọi liên lạc giữa Trung đoàn Công binh 19 với ban chỉ huy của Stark đều bị cắt đứt. Không những thế, một số đại đội công binh Mỹ bỏ chạy bán sống bán chết khỏi đèo và quân thiết giáp Đức tức tốc cô lập các đơn vị Mỹ thuộc 2 sư đoàn Bộ binh 1 và "Anh cả Đỏ" ở lối vào phía bắc của Kasserine. Các pháo thủ Pháp thuộc quyền Stark cũng đua nhau chạy tứ tán về hướng tây và bỏ lại hết đại bác 75 ly của mình trận địa. Để vãn hồi thế trận, Thiếu tá Biebly được lệnh mang khối xe tăng Valentine của Lực lượng Gore phản kích vào các mũi tấn công của đối phương. Quân Trục nhanh chóng loại phần lớn đội hình xe tăng này ra ngoài vòng chiến đấu, làm bị thương Biebly và buộc Lực lượng Gore dần dần lùi bước. Sau đó, quân Đức tiếp tục tiến như vũ bão và chỉ còn cách sở chỉ huy của Stark 18 m trong buổi chiều hôm ấy, buộc Stark cùng ban tham mưu phải dời về phía sau. Ngoại trừ Lực lượng Gore và một số ổ kháng cự đơn lẻ, lực lượng phòng thủ Kasserine coi như đã bị tiêu diệt. Trong cơn tuyệt vọng, quân Anh mở thêm một cuộc phản công nữa vào Sư đoàn Thiết giáp số 10, nhưng chẳng bấy lâu sau thì xe tăng chỉ huy của Biebly bị trúng đạn trực tiếp và ông lập tức thiệt mạng. Trước tình hình đó, quân Đồng Minh huy động 6 chiến xa M3 Grant của Sư đoàn Thiết giáp số 1 Mỹ phối hợp với các tổ pháo thủ chống tăng Anh chặn đánh đoàn chiến xa Panzerkampfwagen IV để yểm trợ cho cuộc thối lui của tàn binh Lực lượng Gore. Trong một trận giao chiến ngắn ngủi, quân Đức bắn cháy được 4 chiếc Grant và đè bẹp hoàn toàn Lực lượng Gore: cả ba chiếc Valentine còn lại đều bị loại khỏi vòng chiến và chỉ một khẩu pháo chống tăng duy nhất của Gore là không bị phá hủy. Vào thời điểm đêm xuống, quân đội phe Trục đã khai thông hoàn toàn đèo Kasserine. 
Sau thắng lợi giòn giã trên mặt trận Kasserine, Rommel tiếp tục chia quân làm 3 mũi tấn công: ở hướng tây, Chiến đoàn Binh đoàn Phi châu của Buelowius tiến đánh các chốt phòng ngự của quân Mỹ tại Tebessa; ở hướng bắc, Sư đoàn Thiết giáp số 10 tiến công Le Kef theo đường Thala; Sư đoàn Thiết giáp số 21 tiến theo hướng tây bắc và vòng lên mạn bắc để đánh Le Kef theo con đường Sbeitla-Sbiba. Trong những ngày kế tiếp của trận đánh, quân Trục tấn công rất chậm trên cả ba hướng và chỉ có cánh quân trung tâm (Sư Thiết giáp 10) do Broich chỉ huy là giành được thắng lợi. Bên cánh phải của Rommel, các đợt tấn công của Chiến đoàn Binh đoàn Phi châu vào Tebessa đều bị các thành phần quân Mỹ thuộc Liên đoàn Thiết giáp B và Sư đoàn Bộ binh 1 đẩy lùi. Tình hình cánh quân bên trái của Đức cũng không khá gì hơn khi Lữ đoàn Vệ binh 1 Anh, Trung đoàn Bộ binh 18 Mỹ và nhiều đơn vị Mỹ-Anh-Pháp chặn đứng hoàn toàn Sư đoàn Thiết giáp số 21 ở phía nam Sbiba. Mặc dù Rommel rất bất bình với sự kém tài của đại tá Hildebrandt và đe dọa huyền chức ông ta, vị thống chế không thể làm vậy ngay vì quân Đức ở Bắc Phi hiện không còn người nào đủ năng lực thay Hildebrandt chỉ huy Sư Thiết giáp 21. Dù vậy, Hildebrandt sẽ không thể duy trì cương vị này được lâu.

#### Tàn cuộc
Tờ mờ sáng ngày 22 tháng 2, Đại tá French Blacke vô tình dẫn tàn binh của Trung đoàn thiết kỵ Lothian số 2 Anh vào địa bàn đóng quân của Sư đoàn Thiết giáp số 10 Đức. Ngay lập tức, quân thiết giáp Đức phá hủy 7 chiếc Valentine trong vòng 7 phút và Trung đoàn Lothian số 2 bị xóa sổ. Tuy vậy, sự hiện diện của trung đoàn này giữa sư đoàn ông đã gây quan ngại lớn cho Broich, người vừa được dân Ả Rập thân Đức thông báo về việc quân Mỹ chi viện 3 tiểu đoàn pháo binh cho Sư đoàn Thiết giáp số 6 Anh tại Thala và Lữ đoàn Vệ binh số 1 Anh đang tiến gấp từ Sbiba tới Thala. Họ khẳng định với Broich rằng quân Đồng Minh đang chuẩn bị tổ chức một cuộc phản kích quy mô lớn. Mặc dù thông tin này là không chính xác, điều không thể chối cãi là phía Đồng Minh đang tập trung những lực lượng dự binh hùng hậu của mình để chặn đánh Tập đoàn Thiết giáp Phi châu và tốc độ tấn công của quân Trục đang suy giảm trên khắp mặt trận. Do vậy, Broich quyết định chuyển sang thế phòng ngự. 

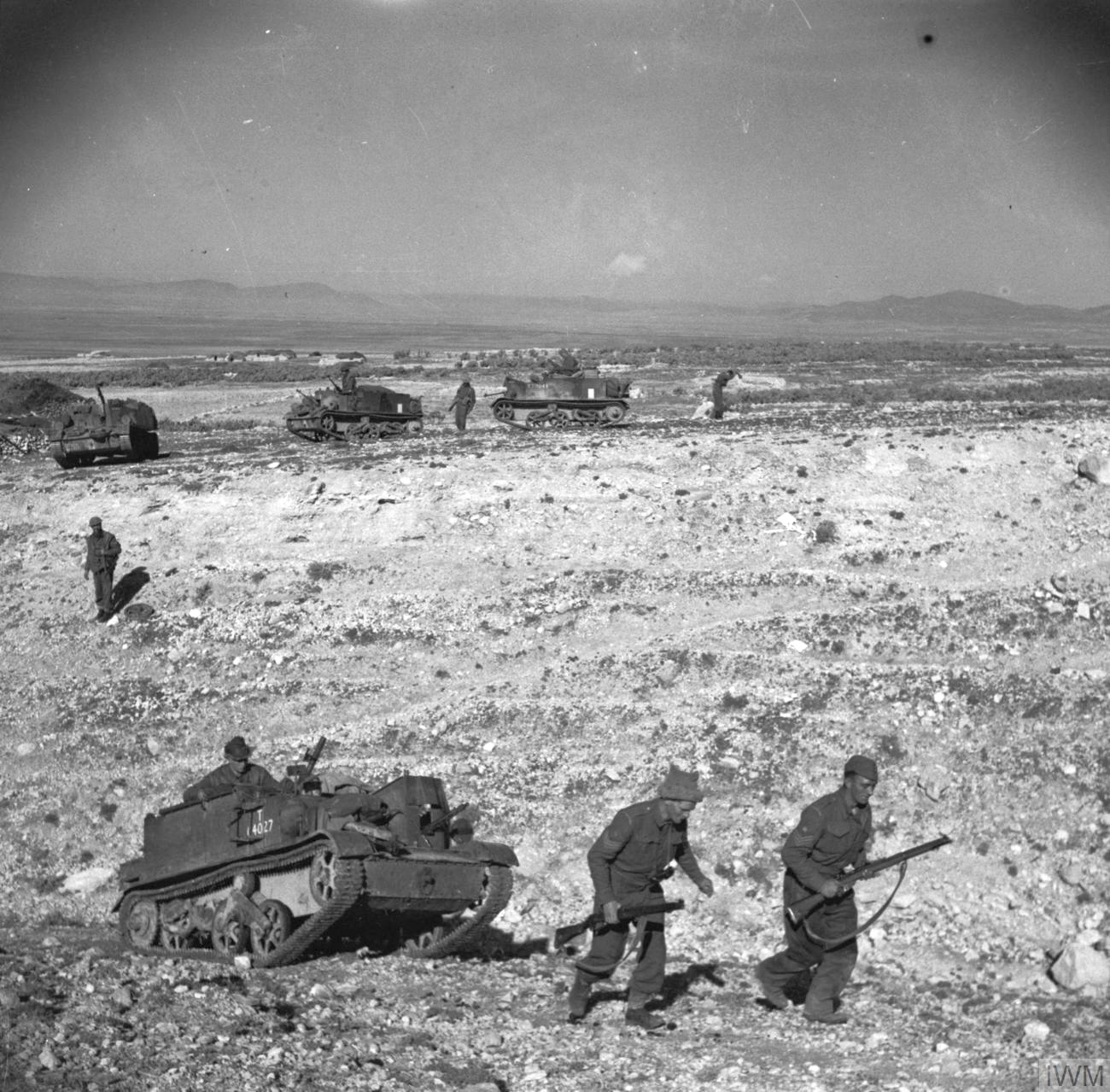
Quân Anh ở Thala ngày 24 tháng 2 năm 1943

Trong khi Trung đoàn Pháo binh Thiết giáp số 90 đấu pháo với liên quân Anh-Mỹ, Rommel thân hành ra mặt trận để đánh giá tình hình và đề ra quyết định phù hợp. Mưa lớn trong suốt 3 ngày liền đã biến chiến trường Tunisia thành 1 bãi lầy lội, gây trở ngại không nhỏ cho các cuộc hành quân cơ động của Đức và Ý. Thêm vào đó, quân Trục đang bị kéo căng và thiếu hụt trầm trọng về xăng dầu, đạn dược trong khi phía Đồng Minh tận dụng tiềm lực vượt trội về nhân lực và tài lực của họ để tăng cường phòng thủ. Do vậy, trong cuộc hội kiến với thủ trưởng Kesselring và Đại tá Siegfried Westphal – Trưởng phòng tác chiến Bộ Tư lệnh Chiến trường phía Nam vào chiều hôm đó, Rommel cho rằng thời tiết xấu, sự kiệt sức của Tập đoàn Thiết giáp Phi châu và việc Arnim giữ lại dàn xe tăng Tiger cùng một số tiểu đoàn bộ binh ở dãy Đông Dorsal đã khiến ông không còn cơ hội đánh thọc ra Borne. Do vậy, Rommel khẳng định giải pháp tốt nhất lúc này là chấm dứt tấn công Tập đoàn quân số 1 và chuyển trọng tâm xuống miền nam Tunisia để đánh dứt điểm Tập đoàn quân số 8 khi Montgomery còn chưa hội đủ lực lượng của mình. Mặc dù Kesselring và Westphal gắng sức thuyết phục Rommel tiếp tục đánh dãy Tây Dorsal, họ không thể lay chuyển quyết định của vị thống chế và đành phải bỏ cuộc. 
Ngay trong đêm ngày 22, Rommel bắt đầu rút toàn bộ binh lực khỏi dãy Tây Dorsal. Quân Mỹ thuộc Trung đoàn Bộ binh 16 Sư đoàn Bộ binh 1 và Liên đoàn Thiết giáp B – đơn vị duy nhất còn nguyên vẹn của Sư đoàn Thiết giáp số 1 – trở lại đóng giữ đèo Kasserine vào ngày 24 tháng 2.

## Kết cục
Các trận đánh ngày 19 – 22 tháng 2 năm 1943 ở Tunisia, gọi chung là trận đèo Kasserine, đã kết thúc với thắng lợi chiến thuật không nhỏ của quân đội Đức-Ý. Bên phía Đồng Minh, chỉ riêng Quân đoàn II Hoa Kỳ đã bị hao tổn đến 20% sinh lực chiến đấu với 300 quân nhân tử trận, 3.000 bị thương, 183 xe tăng, 194 xe háp-trắc, 208 khẩu đại bác cùng 512 xe tải và jeep bị phá hủy. Quân Anh và quân Pháp cũng bị thương vong rất nặng nề. Không những thế, Tập đoàn Thiết giáp Phi châu đã bắt được 4.026 tù binh đồng thời thu giữ 61 xe tăng và háp-trắc, 161 phương tiện mô tô, 45 tấn đạn dược, 36 khẩu pháo và vô số khí tài, trang thiết bị khác. Thiệt hại về nhân lực của phe Trục chỉ bao gồm 989 sĩ quan và binh lính, trong số đó 201 tử trận, 536 bị thương và 252 mất tích.
Trận đèo Kasserine thường được xem là trong những thảm họa ghê gớm nhất trong suốt chiều dài lịch sử quân sự Hoa Kỳ. Bên cạnh đó, sự kháng cự bền bỉ của quân Đồng Minh cùng với những rắc rối về tiếp tế của quân Đức-Ý và thái độ bất hợp tác của Arnim – một người có hiềm khích với Rommel 
– đã biến trận đánh thành một thất bại về tác chiến và chiến lược của Tập đoàn Thiết giáp Phi châu. Các kế hoạch của Kesselring, Rommel và Bộ Tổng tư lệnh Ý nhằm đánh chiếm các căn cứ tiếp tế quân Đồng Minh và cô lập Tập đoàn quân số 1 Anh coi như bị phá sản. Ngay sau khi trận đánh kết thúc, Bộ Tổng tư lệnh Ý thành lập Cụm Tập đoàn quân Phi châu và phân công Rommel làm tư lệnh của cụm quân này vào ngày 23 tháng 2 năm 1943. Tuy vậy, sự kiện này không thể ngăn chặn việc cục diện Mặt trận Bắc Phi đang thay đổi theo chiều hướng có lợi cho Đồng Minh phương Tây.